# Цзиань
Цзиа́нь (кит. упр. 吉安, пиньинь Jí'ān) — городской округ в провинции Цзянси КНР.

## История
Ещё во времена империи Цинь в 211 году до н. э. в этих местах был образован уезд Лулинь (庐陵县), вошедший в состав Цзюцзянского округа (九江郡). После смены империи Цинь на империю Хань уезд Лулинь оказался в составе Юйчжанского округа (豫章郡).
В 194 году из Юйчжанского округа был выделен Лулиньский округ (庐陵郡), власти которого разместились на территории современного уезда Тайхэ, в составе округа оказалось 10 уездов. Во времена империи Цзинь власти округа в 291 году переехали на место на территории современного уезда Цзишуй, а в 342 году — на место в современной урбанизированной части городского округа.
Во времена империи Суй в 590 году Лулиньский округ был расформирован, и была создана Цзичжоуская область (吉州), в состав которой вошло 4 уезда. В 607 году Цзичжоуская область была переименована в Лулиньский округ. После смены империи Суй на империю Тан данная административная единица переименовывалась ещё несколько раз, именуясь то «Цзичжоуской областью», то снова «Лулиньским округом».
После монгольского завоевания и образования империи Юань данная административная единица была в 1277 году переименована в Цзичжоуский регион (吉州路), в его состав входило 8 уездов. С 1295 года ему стало подчиняться 4 области и 5 уездов, и он стал называться Цзианьским регионом (吉安路), так как в его составе были Цзишуйская и Аньфуская области. После свержения власти монголов и основания империи Мин «регионы» были переименованы в «управы» — так в 1368 году появилась Цзианьская управа (吉安府), которой подчинялось 9 уездов. После Синьхайской революции в Китае была проведена реформа структуры административного деления, в ходе которой управы были упразднены, поэтому в 1913 году Цзианьская управа была расформирована.
После образования КНР в 1949 году был создан Специальный район Цзиань (吉安专区), подчинённый Ганьсинаньскому административному району (赣西南行署区) провинции Цзянси; в его состав вошло 11 уездов. В 1950 году урбанизированная часть уезда Цзиань была выделена в отдельный городской уезд Цзиань. В 1951 году Ганьсинаньский административный район был упразднён, и Специальный район Цзиань стал подчиняться напрямую правительству провинции Цзянси.
8 октября 1952 года из Специального района Наньчан (南昌专区) в состав Специального района Цзиань был передан уезд Синьгань. В начале 1953 года городской уезд Цзиань был преобразован в посёлок Цзиань, однако 16 декабря он вновь стал городским уездом, а с 1954 года стал подчиняться напрямую правительству провинции Цзянси, выйдя из состава Специального района. В 1957 году написание названия уезда Синьгань было изменено с 新淦县 на 新干县. В 1958 году городской уезд Цзиань вновь перешёл в подчинение властям Специального района Цзиань.
1 января 1959 года уезд Нинган (宁冈县) был присоединён к уезду Юнсинь. С 1 июля его территория была вновь выделена из уезда Юнсинь, и вместе с волостью Цзинганшань из уезда Суйчуань стала Цзинганшаньским управлением (井冈山管理局), подчинённым напрямую правительству провинции Цзянси. Постановлением Госсовета КНР от 7 января 1960 года вместе со структурами Цзинганшаньского управления были восстановлены структуры уезда Нинган. 6 декабря 1961 года уезд Нинган был отделён от Цзинганшаньского управления, и уезд Нинган стал подчиняться властям Специального района Цзиань.
В мае 1968 года Специальный район Цзиань был переименован в Округ Цзинганшань (井冈山地区), а Цзинганшаньское управление — в Цзинганьшаньский революционный комитет, подчинённый властям округа Цзинганшань. В 1978 году было воссоздано Цзинганшаньское управление, подчинённое напрямую провинциальным властям.
В 1979 году Округ Цзинганшань был переименован в Округ Цзиань (吉安地区).
В 1981 году Цзинганшаньское управление было преобразовано в уезд Цзинганшань (井冈山县), подчинённый властям округа Цзиань.
Постановлением Госсовета КНР от 13 декабря 1984 года уезд Цзинганшань был преобразован в городской уезд.
В августе 1992 года уезд Ляньхуа был передан из состава Округа Цзиань в состав городского округа Пинсян.
Постановлением Госсовета КНР от 11 мая 2000 года округ Цзиань был преобразован в городской округ Цзиань; при этом уезд Нинган был присоединён к городскому уезду Цзинганшань, а на территории расформированного городского уезда Цзиань были образованы районы Цзичжоу и Цинъюань.

## Административно-территориальное деление
Городской округ Цзиань делится на 2 района, 1 городской уезд, 10 уездов:
| Карта                                                                                                | Карта       | Карта     | Карта            | Карта            | Карта         |
| --- | ----------- | --------- | ---------------- | ---------------- | ------------- |
| Цзичжоу Цинъюань Цзиань Цзишуй Сяцзян Синьгань Юнфэн Тайхэ Суйчуань Ваньань Аньфу Юнсинь Цзинганшань |             |           |                  |                  |               |
| Статус                                                                                               | Название    | Иероглифы | Пиньинь          | Население (2010) | Площадь (км²) |
| Район                                                                                                | Цзичжоу     | 吉州区    | Jízhōu qū        |                  |               |
| Район                                                                                                | Цинъюань    | 青原区    | Qīngyuán qū      |                  |               |
| Городской уезд                                                                                       | Цзинганшань | 井冈山市  | Jǐnggāngshān shì |                  |               |
| Уезд                                                                                                 | Цзиань      | 吉安县    | Jí'ān xiàn       |                  |               |
| Уезд                                                                                                 | Цзишуй      | 吉水县    | Jíshuǐ xiàn      |                  |               |
| Уезд                                                                                                 | Сяцзян      | 峡江县    | Xiájiāng xiàn    |                  |               |
| Уезд                                                                                                 | Синьгань    | 新干县    | Xīngàn xiàn      |                  |               |
| Уезд                                                                                                 | Юнфэн       | 永丰县    | Yǒngfēng xiàn    |                  |               |
| Уезд                                                                                                 | Тайхэ       | 泰和县    | Tàihé xiàn       |                  |               |
| Уезд                                                                                                 | Суйчуань    | 遂川县    | Suìchuān xiàn    |                  |               |
| Уезд                                                                                                 | Ваньань     | 万安县    | Wàn'ān xiàn      |                  |               |
| Уезд                                                                                                 | Аньфу       | 安福县    | Ānfú xiàn        |                  |               |
| Уезд                                                                                                 | Юнсинь      | 永新县    | Yǒngxīn xiàn     |                  |               |

## Население
Население городского округа Цзиань разговаривает на диалекте гань.

## Транспорт
Цзиань является транзитным пунктом 3-й линии газопровода Запад-Восток государственной компании PipeChina, который тянется из уезда Хоргос через город Чжунвэй и заканчивается в Фучжоу.